# Baeodromia pleuriticus
Baeodromia pleuriticus är en tvåvingeart som beskrevs av Axel Leonard Melander 1928. Baeodromia pleuriticus ingår i släktet Baeodromia och familjen puckeldansflugor. Inga underarter finns listade i Catalogue of Life.